# Baptistenkirche (Berlin-Schöneberg)

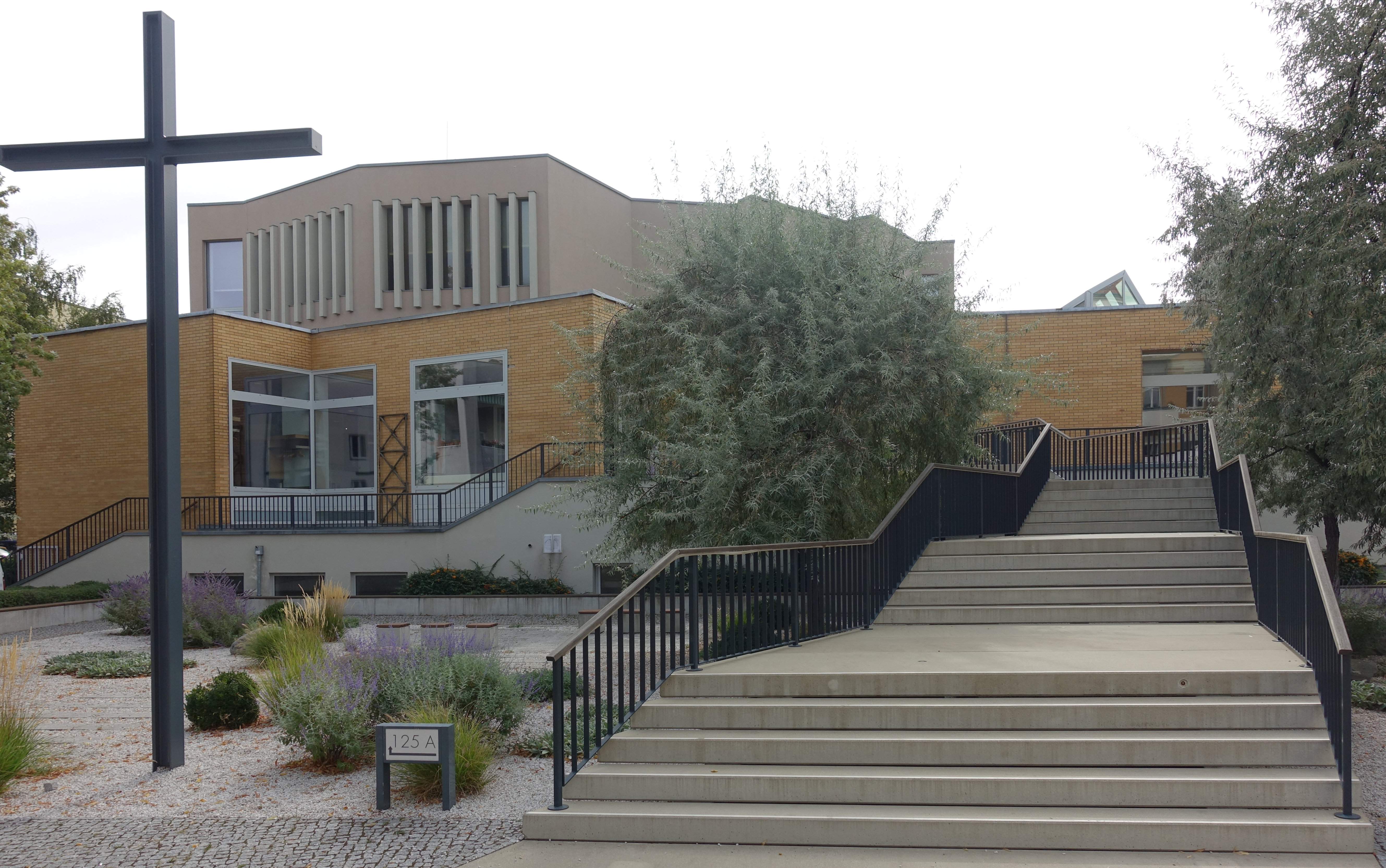
Baptistenkirche Schöneberg

Die Baptistenkirche in Berlin-Schöneberg ist die Gottesdienst- und Versammlungsstätte der Evangelisch-Freikirchlichen Gemeinde (Baptisten) im Berliner Ortsteil Schöneberg. Es wurde 1970 errichtet und befindet sich in der Hauptstraße 125A.

## Geschichte
Das Wohngebäude Hauptstraße 125 ließ sich der Gutsbesitzer Gustav Mette im Jahr 1891 von dem Architekten E. Günzel errichten. 1931 pachtete die „Gemeinde gläubig getaufter Christen (Baptisten)“ das Haus von Gustav Mette und richtete unter Zusammenfassung der wichtigsten Räume der Beletage einen Betsaal ein. Ab 1966 nannte sich die Baptistengemeinde in Evangelisch-Freikirchliche Gemeinde Berlin-Schöneberg um und kaufte 1967 das Haus. 1970 wurde ein neues Gemeindezentrum auf dem Grundstück fertig gestellt und 2001 eine Mehrzweckhalle mit vielen, multifunktional zu nutzenden Gruppenräumen angebaut.

## Baubeschreibung
Der Gebäudekomplex besteht aus der Kirche und weiteren Gebäudetrakten. Zur Feurigstraße hin wurde eine Turnhalle angebaut. Eine Freitreppe führt zum Vorraum des Gemeindezentrums und von dort in den Kirchenraum, der wie ein Amphitheater zum Altarbereich abfällt, wo sich auch das Taufbecken für die Erwachsenentaufe befindet. Im Untergeschoss gibt es weitere Gemeinde- und Tagungsräume.

## Ausstattung
1972 wurde eine Orgel von der Paschen Kiel Orgelbau angeschafft. Nähere Informationen können hier abgerufen werden.